# 山形県道3号米沢南陽白鷹線
山形県道3号米沢南陽白鷹線（やまがたけんどう3ごう よねざわなんようしらたかせん）は、山形県米沢市から山形県西置賜郡白鷹町に至る県道（主要地方道）である。

## 概要

### 路線データ
- 起点：山形県米沢市（大町交差点＝山形県道6号米沢停車場線、山形県道233号綱木米沢停車場線交点）
- 終点：山形県西置賜郡白鷹町（畔藤交差点＝国道287号交点）

## 歴史
- 1993年（平成5年）5月11日 - 建設省から、県道米沢南陽線、梨郷宮内線の一部、南陽白鷹線の区間を米沢南陽白鷹線として主要地方道に指定される[1]。
- 2013年（平成25年）9月27日 - 国道287号の起点が成島町交差点に変更され、これに伴い国道287号だった信夫町交差点から大町交差点までの長井街道に当たる区間を県道3号に変更され、起点も大町交差点に変更となる。

## 路線状況

### 通行不能区間
- 長井市下大石地内 [2]
- 長井市上大石地内 - 白鷹町畔藤地内[2]

### 重複区間
- 山形県道101号米沢浅川高畠線（米沢市中央町5丁目 - 米沢市信夫町）
- 山形県道237号広幡窪田線（米沢市塩井町塩野 - 米沢市六郷町西藤泉）
- 山形県道102号南陽川西線（川西町高山 - 南陽市関根）
- 山形県道241号梨郷赤湯停車場線（南陽市法師柳 - 南陽市西落合）

### 橋梁
- 鬼面川橋（米沢市、鬼面川）
- 大橋（川西町、誕生川）
- 下田橋（川西町-南陽市、最上川）

## 地理

### 通過する自治体
- 山形県
  - 米沢市 - 東置賜郡川西町 - 南陽市 - 長井市 - 西置賜郡白鷹町

### 交差する道路
- 山形県道6号米沢停車場線
- 山形県道233号綱木米沢停車場線交
- 山形県道2号米沢猪苗代線
- 山形県道153号西米沢停車場線
- 山形県道101号米沢浅川高畠線
- 国道121号舘山バイパス
- 山形県道237号広幡窪田線
- 山形県道242号大塚米沢線
- 山形県道239号玉庭時田糖野目線
- 山形県道7号高畠川西線
- 山形県道102号南陽川西線
- 山形県道241号梨郷赤湯停車場線
- 国道113号赤湯バイパス
- 国道399号
- 山形県道5号山形南陽線
- 山形県道247号宮内梨郷線
- 国道287号

### 沿道の施設など
- 米沢市立第六中学校
- 川西町立吉島小学校
- 宮内駅（山形鉄道フラワー長井線）
- 夕鶴の里